# Edmond de Martimprey (général)
Pour les articles homonymes, voir Martimprey.
Edmond de Martimprey ou Edmond Charles, comte de Martimprey, né le 16 juin 1808 à Meaux et, mort le 24 février 1883 en son domicile à l'hôtel des Invalides dans le 7e arrondissement de Paris, est un général et homme politique français.
Il se distingue particulièrement au cours de la conquête de l'Algérie puis lors de la guerre de Crimée  et de la campagne d'Italie de 1859.
Il est grand-croix de la Légion d'honneur. 

## Biographie

### Famille
Edmond de Martimprey est le fils d'Augustin Dominique de Martimprey, contrôleur des droits réunis de l'arrondissement de Meaux, et d'Angélique Françoise Royer de Maulny.
Il a pour frère Ange Auguste de Martimprey (it) (1809-1875), qui sera aussi Saint-Cyrien, général de division et grand-officier de la Légion d'honneur.

### Études
Il est Saint-Cyrien de 1827 à 1829 (10e promotion), 
Sorti de l'école avec le grade de sous-lieutenant, il est affecté en janvier 1829 à l'école d'État-major, puis détaché en 1831 au 11e régiment d'infanterie de ligne, au sein duquel il est promu capitaine en 1835.
Manifestant un rare sens de l'orientation et des aptitudes à la topographie, il est affecté de 1832 à 1834 à la carte de France.

### Conquête de l'Algérie (1835-1847)
À partir de 1835, il sert en Algérie, de 1836 à 1845, il est responsable du service topographique d'Oran. Il participe aux campagnes militaires de conquête de l'Algérie, en particulier à la bataille de Mascara (1835), à la bataille d'Isly (1844), à la soumission d'Abdelkader (1847).
En, octobre 1845, il est promu lieutenant-colonel, à la disposition du gouvernement général de l'Algérie. En juillet 1846, il est nommé chef d'État-major de la division d'Oran.

### Révolution de 1848
Revenu en France en 1848, il est nommé directeur du personnel et des opérations militaires au ministère de la guerre et promu colonel en juillet 1848.

### État major général de l'armée d'Algérie (1849-1852)
Nommé en octobre 1851 chef d'État major de l'armée d'Algérie, il est promu général de brigade en août 1852.

### Guerre de Crimée (1854-1856)
À partir de 1853, il participe à la guerre de Crimée dont il a à assurer la logistique, et prend part à la bataille de l'Alma, emportée en septembre 1854.
Promu général de division en juin 1855, il participe en septembre 1855 à la prise de Sébastopol.

### Commandement de la division d'Oran (1857-1859)
De 1857 à 1859, il commande la division d'Oran.

### Campagne d'Italie (1859)
En 1859, il sert à la bataille de Magenta lors de la campagne d'Italie et en dirige les combats comme major général de l'armée. Il sert ensuite à la bataille de Solférino.
En juillet 1859, il participe à l'armistice de Villafranca, qui clôt la campagne d'Italie de 1859.

### Algérie (1859-1864), commandant supérieur des forces de terre et de mer puis gouverneur général
En août 1859, Napoléon III le nomme commandant supérieur des forces de terre et de mer en Algérie, puis en  1859 commandant du corps expéditionnaire au Maroc, ayant à repousser des tribus marocaines implantées sur le territoire algérien.
La ville d'Ahfir prit alors le nom de Martimprey-du-Kiss, celle d'Ain El Hadid prendra plus tard le nom de Martimprey ; toutes deux retrouveront leur nom d'origine à la décolonisation.
En 1860, il est nommé sous-gouverneur d'Algérie et seconde le maréchal Pélissier, âgé, jusqu'à sa mort le 22 mai 1864.
Il devient alors gouverneur général de l'Algérie par intérim du 22 mai 1864 au 1er septembre 1864.

### Commandement de la division de Metz (1864-1867)
Le 1er septembre 1864, il est fait sénateur du Second Empire et siège au sénat jusqu'en septembre 1870. De 1864 à 1867, il commande la division de Metz.
En 1867, des ennuis de santé l'obligent à demander sa mise en disponibilité.

### Gouverneur des Invalides (1870-1883)
Nommé en avril 1870 Gouverneur des Invalides, il a à protéger l'Hôtel des invalides et à se protéger lui-même durant le siège de Paris de 1870-1871 puis durant la Commune, ce à quoi il parvient.
Incarcéré par les communards à partir du 26 avril 1871, à la fin de la campagne de 1871 à l'intérieur, et pendant la semaine sanglante, il est condamné à mort. Il y échappe par miracle, la tâche de l'exécuter ayant été confiée à un de ses anciens soldats en Algérie et au Maroc. 
Il est délivré le 25 mai 1871 par le futur général de Castelnau, alors un jeune officier.
En 1871, il fait partie du  conseil d’enquête relatif aux capitulations de Metz et Strasbourg.
Il restera gouverneur des invalides en titre jusqu'à sa mort en 1883.

### Dernières années
Ayant atteint la limite d'âge en 1873 mais ayant commandé en chef devant l' ennemi, il obtient son maintien en activité dans le cadre de l'état-major général de l'armée.
Il meurt à Paris en 1883. Présidées par le cardinal Guibert, archevêque de Paris, ses obsèques ont lieu aux Invalides en présence du ministre de la Marine, des maréchaux de Mac-Mahon et Canrobert et de nombreuses personnalités du monde militaire.
Il est inhumé dans le caveau des gouverneurs, dans la Cathédrale Saint-Louis-des-Invalides.
Il figure  parmi les 1 985 personnalités sur le Livre d'or d'Algérie.

### Décorations

#### Françaises
- Grand-croix de la Légion d'honneur (1863)[6]
  - Grand officier en 1859
  - Commandeur en 1854
  - Officier en 1844
  - Chevalier en 1836
- Médaille militaire (1861) ;

Confirmation du titre de comte de Martimprey, à titre héréditaire, par décret du président de la République du 21 mai 1874.

#### Étrangères
- Commandeur de l'ordre du Bain (1856) ;
- Commandeur de l'ordre militaire de Savoie (1857) ;
- Grand-croix de l'ordre des saints Maurice et Lazare de Sardaigne (1860) ;
- Grand-croix de l'ordre de l'épée de Suède (1861) ;
- Grand-croix de l'ordre de Léopold de Belgique (1863) ;

### Hommage
- Une rue de Meaux, sa ville natale, porte son nom.

### Mariage et descendance
Edmond Charles de Martimprey épouse le 19 octobre 1848 Louise Thérèse Mesnard de Chousy (Paris, 10 avril 1823 - Chaumont, 6 octobre 1889), fille de Didier Mesnard de Chousy, gentilhomme de la Chambre du Roi Charles X, et de Blandine Nompère de Champagny de Cadore.
Par son père, elle est la petite fille de Marguerite Victoire Le Normand de Flaghac, présumée fille du Roi Louis XV et de Marie-Louise O'Morphy ; par sa mère elle est la petite-fille de Jean-Baptiste Nompère de Champagny, duc de Cadore, conseiller d'État, sénateur, ministre, pair de France.
Quatre enfants sont issus de ce mariage :
- Edmond Louis de Martimprey, capitaine d'État-major, député du Nord, chevalier de la légion d'honneur[8] (Paris, 2 septembre 1849 - 22 septembre 1892), marié en 1876 avec Clotilde Brabant (1850 - ), fille de Jules Brabant, industriel, maire de Cambrai, député du Nord, et de Joséphine Lecreps, dont postérité ;
- Albert de Martimprey, lieutenant-colonel de dragons, chevalier (1893) puis officier (1909) de la Légion d'honneur[9] (Ténès, 7 mai 1851 - Paris 7e, 5 janvier 1931), marié en 1877 avec Marie-Thérèse Tissot de La Barre de Mérona (1854-1902), fille d'Henri Tissot de La Barre de Mérona et de Christine Emmery de Groslieux. Dont postérité : ils sont notamment les parents de René de Martimprey ;
- Auguste de Martimprey, sant-cyrien (promotion 1872-74), capitaine d'infanterie, maire d'Aisonville et Bernoville, chevalier de la légion d'honneur[10] (Bagnères de Luchon, 19 août 1852 - château de Bernoville, 31 janvier 1935), marié en 1884 avec Valentine Hennet de Bernoville (1862-1961), fille de Jules Ferdinand Hennet de Bernoville et de Elise Cambronne. Dont postérité : leur fils Pierre de Martimprey, aussi maire d'Aisonville et Bernoville, sera fusillé par les allemands le 14 juin 1944 pour avoir caché chez lui un groupe de FTP ayant tué un soldat allemand sur la commune[11] , leur fille, Antoinette de Martimprey, épouse Gaston du Passage ;
- Thérèse de Martimprey, non mariée (Oran, 16 novembre 1858 - Paris 8e, 29 décembre 1918)[12].

## Publications
- Edmond de Martimprey, Souvenirs d'un officier d'état-major. Histoire de l'établissement de la domination française dans la province d'Oran, 1830-1847, Paris, Quentin, 1886 (lire en ligne sur Gallica)